# Jean-Jacques Dessalines
Jacques 1. af Haiti som oprindeligt hed: Jean-Jacques Dessalines (20. September 1758 i Grande-Rivière-du-Nord, Haiti – 17. Oktober 1806 i Pont-Rouge, Haiti) var en haitiansk revolutionær og landets kejser fra 1804 til 1806.

## Levned
Dessalines var en tidligere slave i den franske koloni Saint-Domingue, det nuværende Haiti. Efter at det fra slutningen af det 18. århundrede til stadighed var kommet til opstande blandt de farvede mod kolonialmagten Frankrig erklærede Dessalines i 1804 landet for uafhængigt og udnævnte sig selv til kejser den 8. oktober 1804. Trods det opnåede det nye land ingen stabilitet.
Den 17. oktober 1806 blev kejseren myrdet ved et attentat, som var iværksat af Henri Christophe, som efterfølgende udnævnte sig selv til præsident og i 1811 til konge af Nord-Haiti. Mordet førte til forbitrede stridigheder mellem kreolerne og den afrikanske befolkning. En borgerkrig førte til at landet blev delt i en nordlig afrikansk halvdel under Henri Christophe og en sydlig halvdel under mulatten Alexandre Sabès Pétion.

## Blandet
- Den haitianske nationalhymne La Dessalinienne er opkaldt efter ham.
- Det samme er byen og arrondissementet Dessalines.